# Lune sombre
Lune sombre (« Dark of the Moon » dans l'édition originale américaine) est un roman policier de John Dickson Carr publié en novembre 1967. Le roman, qui est le 23e et dernier de la série mettant en scène le personnage du Dr Gideon Fell, présente une énigme en chambre close.

## Principaux personnages
- La victime
  - Henry Maynard : propriétaire foncier aux États-Unis.

- L'enquêteur
  - Gideon Fell : Anglais érudit ; enquêteur privé.

- Suspects et autres personnages importants
  - Madge : fille d'Henry Maynard.
  - Valerie Huret : veuve d'âge mûr.
  - Monsieur Crandall : journaliste qui vient de prendre sa retraite.
  - Monsieur Beale : avocat.
  - Monsieur Hillboro : avocat.

## Résumé

### Mise en place de l'intrigue
On est au milieu des années 1960 à Maynard Hall, sur l'île de James Island, en Caroline du Sud.
Henry Maynard a invité dans la propriété familiale quelques amis : Valérie Huret (une veuve d'âge mûr), Robert Crandall (journaliste qui vient de prendre sa retraite), MM. Beale et Hillboro (deux avocats qui font une cour assidue à Madge, la fille d'Henry Maynard).
Des événements inattendus ont lieu : un homme erre la nuit dans le parc ; un épouvantail disparaît du parc ; un tomahawk d'une panoplie d'armes anciennes est dérobé. Par ailleurs quelqu'un a écrit sur le tableau noir de la bibliothèque des messages signés du nom d'un pirate tué par un ancêtre des Maynard en 1665.
On découvre Henry Maynard le crâne fracassé, au milieu de la terrasse du manoir, sans aucune trace autour de lui. Le problème est que la terrasse est composée de sable fin, qu'il a plu récemment, et qu'aucune trace de pas (qui irait vers la cadavre ou en reparterait) ne se trouve sur les lieux, autres que celles de Maynard. S'il a bien fallu un objet pour fracasser le crâne de l'homme (le tomahawk volé ?), et le suicide étant exclu, comment le meurtrier a-t-il pu accéder à Maynard sans laisser de traces sur le sable ? De même, le déplacement du défunt sur le sable après sa mort semble impossible : il est mort là où on l'a trouvé.

### Enquête policière
Le docteur Fell, qui faisait une tournée de conférences aux États-Unis, avait été invité par Henry Maynard à venir passer quelques jours de vacances dans la propriété. Il arrive sur les lieux au moment où l'on découvre le cadavre de son hôte.
Il enquête pour découvrir le meurtrier. Ses soupçons se portent vers Madge et les trois hommes présents sur le domaine lorsque le crime a eu lieu. S'agit-il d'un crime lié à l'argent, ou à l’amour, ou à une vengeance ? Telles sont les trois hypothèses qu'il explore.

### Dénouement et révélations finales
Fell révèle que, contrairement aux apparences, Madge n'est pas la fille d'Henry Maynard mais sa maîtresse. Jaloux de celle que tout le monde prend pour sa fille, Maynard a envisagé de tuer tout homme qui risquerait de lui faire perdre la jeune femme. Mais son plan fantasmé, qu'il a rédigé avec des notes et des schémas afférents, était tombé entre les mains du meurtrier qui l'a retourné contre Maynard. 
L'assassin est Robert Crandall qui est tombé amoureux de Madge et qui a tué son « rival ». Il a utilisé le mat porte-drapeau et l'un des six peupliers plantés non loin de là pour tuer Maynard sans laisser de traces : il est monté à l'arbre et y a déposé un lourd poids en métal qu'un fil de fer permettait de récupérer une fois le meurtre commis. Le vol de l’épouvantail lui avait permis de faire une « répétition » de l'acte criminel. Et c'est Valerie Hubert qui, ayant découvert l'amour de Maynard pour Madge, avait inscrit les messages caustiques sur le tableau noir de la bibliothèque.

## Autour du roman
Roland Lacourbe, dans John Dickson Carr : scribe du miracle, éd. Encrage, 1997, p. 62, déclare notamment que :
« (…) Une fois encore, Carr porte son attention sur l'atmosphère et la description un rien satirique de cette société désœuvrée dont les échanges de vues, insouciants et frivoles, masquent difficilement les ressentiments et les angoisses. Mais les dialogues sont un peu trop fournis, trop allusifs, abscons pour le lecteur français car bourrés de références aux coutumes et à l'histoire de cette région. (…) ».
Lacourbe ajoute en p. 305 que :
« (…) Carr a repris le prétexte de base utilisé jadis dans Le Huit d'épées : contrairement aux apparences, Madge n'est pas la fille de Maynard mais sa maîtresse. (…) ».

## Éditions
- Édition française
  - Éditions du Masque no 2221, octobre 1995.

## Source bibliographique
- Roland Lacourbe, John Dickson Carr : scribe du miracle. Inventaire d'une œuvre, éd. Encrage, Amiens, 1997, p. 62 et p. 305.